# 恩斯河畔魏森巴赫
恩斯河畔魏森巴赫是奥地利施蒂利亚州利岑县的一个市镇。总面积35.82平方公里，总人口550人，人口密度15.4人/平方公里（2005年）。